# 丹氏舌珍魚
丹氏舌珍魚，為輻鰭魚綱水珍魚目水珍魚科的其中一種，為深海底棲性魚類，分布於東南太平洋智利海域，水深310-420公尺，體長可達12.3公分，棲息在底層水域，生活習性不明。

## 扩展阅读
維基物種上的相關：丹氏舌珍魚